# Kustaa Pihlajamäki
Kustaa Pihlajamäki (Nurmo, 7 aprile 1902 – Helsinki, 10 febbraio 1944) è stato un lottatore finlandese.
Ha vinto tre medaglie olimpiche nella lotta libera. In particolare ha conquistato la medaglia d'oro alle Olimpiadi di Parigi 1924 nella categoria pesi gallo, la medaglia d'oro anche alle Olimpiadi di Berlino 1936 nella categoria pesi piuma e la medaglia d'argento alle Olimpiadi di Amsterdam 1928 nella categoria pesi piuma.
Ha partecipato anche alle Olimpiadi 1932.